# Friedrich Aly
Christian Friedrich Aly (* ca. 1664 bis ca. 1674 im Osmanischen Reich; † 9. Dezember 1716 in Berlin) war osmanischer Soldat und Kammertürke am Hofe des Kurfürsten Friedrich III. von Brandenburg.

## Leben

### Herkunft, Taufe, Hochzeit
Nach der siegreichen Schlacht bei Ofen (1684/1686) im Zuge des Großen Türkenkriegs gegen das Osmanische Reich wurde Aly als junger Mann von Brandenburgischen Truppen gefangen genommen. Er war von General Hans Albrecht von Barfus aus dem Schlachtgetümmel, bei dem 3000 Türken getötet wurden, gerettet worden und wurde der zweiten Frau des Kurfürsten, Sophie Charlotte, als Lakai überlassen. Sophie Charlotte hatte bereits in Hannover den ebenfalls als Kriegsbeute in das Herzogtum Braunschweig-Lüneburg verschleppten Diener Hassan beschäftigt. Nach der Heirat mit dem Kurfürsten (1684) nahm sie ihn mit nach Berlin. In den gesamten deutsch-österreichischen Raum kamen nach Schätzungen von Historikern Tausende von Türken „als Siegestrophäen“.
Der genaue ursprüngliche Name von Aly ist ebenso wenig überliefert wie sein Geburtsdatum oder -ort. Die Angaben darüber, wie alt er bei seinem Dienstantritt in Berlin war, schwanken erheblich. Laut dem Eintrag im Totenregister starb er mit 52 Jahren, demnach war er um 1664 geboren und damit etwa 20 Jahre alt, als er nach Berlin kam. Andere Hypothesen gehen von 12 bis 16 Jahre aus. Am 13. April 1692 wurde er in Grieben an der Elbe im Landkreis Stendal auf den Namen Christian Friedrich Aly lutherisch getauft. Aus dem vermutlichen Vornamen Ali war damit der Nachname Aly geworden.
In Berlin lernte Aly die ebenfalls nach Berlin verbrachte Türkin Marusch (auch Maruscha) kennen, die schon 1691 in Spandau auf den Namen Sophie Henriette Zollin getauft worden war. Am 23. Juli 1694 heirateten die Beiden; Sophie Henriette war zu diesem Zeitpunkt im sechsten Monat schwanger. Der erstgeborene Sohn des Paares erhielt den Namen Gottfried (getauft im Januar 1695), ihm folgten weitere sechs Kinder.

### Hofleben und gesellschaftliche Stellung
Um die Ausbildung Friedrich Alys wie auch Hassans am Hofe kümmerte sich der Hof- und Domprediger Ursinus von Bär. Als niederer Bediensteter hatte Aly keine anspruchsvollen Dienste zu erfüllen. Zu seinen Aufgaben zählte die Begleitung der Kurfürstin und späteren Königin (ab 1701) beim Ausgang und auf Reisen, außerdem der Empfang von Gästen, Botengänge und das Servieren von Kaffee, Tee, Schokolade oder Konfitüre. Ab 1702 taucht er in der offiziellen Position eines „Cammertürcken“ auf. Gelegentlich musste er an höfischen Kostümfesten und osmanischen Kaffeezeremonien mitwirken. Mit ihren Kaftanen und Turbanen bedienten Friedrich Aly und Hassan exotische Sehnsüchte am Hof.
Als Kammertürke Sophie Charlottes, die seit 1699 im Schloss Charlottenburg residierte, erhielt Friedrich Aly ein durchaus stattliches Jahresgehalt von 366 Talern. Dieses hohe Gehalt ist Zeugnis einer beachtlichen Wertschätzung, die sich auch darin ausdrückt, dass Friedrich Aly 1705 vom König das Freihaus-Privileg erhielt und sich an der Charlottenburger Schloßstraße 4, in unmittelbarer Nähe des Schlosses, ein Haus errichten lassen konnte. Das Eckgrundstück war stattliche 115 Meter tief.
Die Bindung an die Königin war sehr persönlich. Die Mutter der Königin schrieb 1705 nach dem Tod Sophie Charlottes in einem Brief, dass Aly „immer wie ein schatten hinder die selige Königin war undt so klaglich sagte, Gott hätte ihm gestraft und ihm seine Königin genommen, weil er I.K.M. [Ihrer Köglichen Majestät] mit mer fleis gedint als ihm.“ Auf dem Sterbebett soll der letzte Gruß der Königin den beiden Kammertürken gegolten haben: „Adieu Ali! Adieu Hassan!“
Mit dem Amtsantritt von Friedrich Wilhelm I., dem Sohn Sophie Charlottes, verschlechterte sich die Situation der Kammertürken. Dem neuen König war der verschwenderische Hofstaat seiner Eltern ein Dorn im Auge. Friedrich Aly wurde von der Gehaltsliste gestrichen, 1715 musste er aus finanzieller Not sein Haus verkaufen. Sein Ansehen und seine herausgehobene gesellschaftliche Stellung behielt er jedoch. Schon im Jahre 1711 hatte er die Position eines Stadthauptmannes von Charlottenburg übernehmen können; ihm oblag dabei unter anderem das Kommando über die Miliz. Alys Amtsstube und später auch Wohnsitz lag unweit des Schlosses in der Breiten Straße.
Am 27. April 1716 starb Alys Frau Sophie Henriette, er folgte ihr einige Monate später. Im Totenregister der Parochialkirche in Berlin-Mitte ist verzeichnet, dass der „Königl. Cammer-Türcke Herr Friederich Aly“ im Alter von 52 Jahren am 9. Dezember 1716 verstarb. Am 11. Dezember 1716 wurde er auf dem Friedhof der Kirche beigesetzt.

## Nachfahren
Zu den Nachfahren des Paares zählen hohe preußische Beamte, Geistliche, Offiziere und Professoren. Alys Urenkel Ernst August Wilhelm Aly (1768–1825) wurde Lehrer am Friedrichs-Waisenhaus und Pfarrer der reformierten Gemeinden in Jerichow und Ziesar. Spätere Nachkommen sind die Altphilologen Gottfried Friedrich Aly und Wolfgang Aly, der Architekt Heinrich Tscharmann, der SS-Brigadeführer Friedrich Tscharmann, der Geschäftsmann und Kreistagsabgeordnete Ludewig Rudolf Metz sowie der Historiker Götz Aly.